# Rubens Ometto
Rubens Ometto Silveira Mello (Piracicaba, São Paulo, 24 de fevereiro de 1950) é um empresário brasileiro. Considerado pela revista Forbes como um dos bilionários brasileiros.

## Biografia
Formou-se em engenharia de produção mecânica pela Escola Politécnica da Universidade de São Paulo (USP).
Antes de ingressar na Cosan, Rubens Ometto Silveira Mello atuou, de 1971 a 1973, como executivo corporativo no Unibanco - União de Bancos Brasileiros SA.
Em 1974, passou a integrar o Grupo Votorantim, tornando-se diretor financeiro da empresa. Em 1986, Rubens Ometto Silveira Mello entrou no negócio da família e participou ativamente do plano de crescimento da empresa, que consolidou a Cosan como a maior produtora de açúcar e etanol no Brasil e a posicionou entre as maiores do mundo na década de 2000. Em 2005, a Cosan abriu o seu capital na Bolsa de Valores brasileira e, em 2007, na Bolsa de Nova York. Em 2008, comprou da ExxonMobil os ativos da varejista e distribuidora de combustível Esso.
Em 2011, foi criada a Raízen, joint venture entre a Cosan e a Shell.

## Fortuna
Em 2021, foi considerado pela revista Forbes como um dos dez maiores bilionários brasileiros, com um patrimônio estimado de 46 bilhões de reais. Em 2024, passou a posição de 46ª pessoa mais rica do Brasil, também pela revista Forbes. Em 2024, sua fortuna é de US$ 1,5 bilhão (R$ 7,63 bilhões). 

## Pensamento
Rubens Ometto defende uma abordagem liberal para a economia brasileira, com dois pilares principais:
- Prioridade ao emprego sobre programas sociais: O empresário argumenta que a geração de empregos pelo setor privado é mais benéfica para a população do que programas habitacionais. Em suas palavras, embora considere os programas sociais importantes, acredita que "o que é mais rico para a população é a geração de emprego".
- Redução do papel do Estado: Ometto é favorável à diminuição da participação estatal na economia, defendendo a privatização como meio de aumentar a eficiência e estimular o crescimento econômico através da iniciativa privada.

Essas declarações refletem uma visão econômica que privilegia o mercado como motor principal do desenvolvimento social e econômico do país.